# Edward Madigan
Pour les articles homonymes, voir Madigan.
Edward Rell Madigan, né le 13 janvier 1936 à Lincoln (Illinois) et mort le 7 décembre 1994 à Springfield (Illinois), est un homme politique américain. Membre du Parti républicain, il est représentant de l'Illinois entre 1973 et 1991 puis secrétaire à l'Agriculture entre 1991 et 1993 sous l'administration du président George H. W. Bush.